# Сметанкин, Иван Павлович
Ива́н Па́влович Смета́нкин (1868, Ардатов — 1949, Нижний Новгород) — российский нотариус и фотограф.

## Биография
Родился в 1868 году в городе Ардатове Нижегородской губернии в крестьянской семье. Окончил в том же городе 3-классное училище, после чего поступил на юридический факультет Нижегородского университета, который также с успехом окончил. После завершения учёбы вернулся на родину, где работал уездным нотариусом. В 1889 году создал в городе первую стационарную фотостудию, которая пользовалась большой популярностью среди горожан. Иван Павлович не только изготавливал фотопортреты по заказу клиентов, но и делал фотопейзажи Ардатова и его окрестностей. Через несколько лет, однако, из-за большой занятости по месту службы, был вынужден передать управление фотостудией своей жене Александре Ивановне. В середине 1920-х годов переехал в Нижний Новгород, где скончался в 1949 году.
Сын Ивана Павловича Сметанкина Николай Иванович (1888—1981) был известным врачом.